# Mouvement pour la démocratie - Le réseau
Pour les articles homonymes, voir Mouvement pour la démocratie.
Le Mouvement pour la démocratie - Le réseau (en italien : Movimento per la Democrazia - La Rete) est un ancien parti politique italien fondé le 24 janvier 1991, né d'une scission de la Démocratie chrétienne.

## Historique
Le mouvement est fondé par Leoluca Orlando, ancien maire démocrate-chrétien de Palerme, qui refuse les compromissions avec la mafia et dont la municipalité se porte partie civile lors du « maxi procès » de 1986-1987. Il avait appelé à sa création lors du congrès de la gauche chrétienne-démocrate, le 28 août 1990, dans le Trentin. 
Mouvement antiparti, il réunit autour d'Orlando des figures de la lutte contre la mafia et contre la corruption (Nando Dalla Chiesa, fils du général assassiné par Cosa Nostra, Diego Novelli, ancien maire communiste de Turin, Carmine Mancuso, président de la Coordination anti-mafia de Palerme, les magistrats Carlo Palermo et Antonino Caponnetto), et est particulièrement présent en Sicile.
Aux élections régionales de 1991, fort de ces 7,4 % de suffrages, le parti envoie à l'assemblée régionale deux de ses fondateurs, Francesco Piro et Leoluca Orlando, deux enfants de victimes de la Cosa Nostra, Carmine Mancuso et Claudio Fava, et la photographe Letizia Battaglia. Aux élections générales de 1992, sans être présente dans toutes les circonscriptions, la Rete obtient 1,86 % à la Chambre où elle envoie 12 députés (dont Orlando, dalla Chiesa, Novelli, Fava, Galasso, Nuccio) et 0,72% au Sénat avec 3 sénateurs.
Le parti a fait partie de l'Alliance des Progressistes pour les élections générales italiennes de 1994. Fava et Novelli échouent échouent à prendre les mairies de Catane et Turin et quittent le mouvement. Lénine Mancuso et le père Pintacuda, rejoignent Forza Italia. 
En février 1999, il a voté sa dissolution pour former avec d'autres centristes de gauche un nouveau parti, Les Démocrates.